# Geoff Hurst
Sir Geoffrey Charles »Geoff« Hurst, MBE, angleški nogometaš in trener, * 8. december 1941, Ashton-under-Lyne, Lancashire, Anglija, Združeno Kraljestvo.
Hurst je v svoji karieri igral za klube West Ham United, Stoke City, Cape Town City , West Bromwich Albion, Cork Celtic, Seattle Sounders, Kuwait SC in Telford United. 
Najdlje je igral za West Ham United, za katerega je med letoma 1959 in 1972 odigral 411 prvenstvenih tekem in dosegel 180 golov. S klubom je leta 1964 je osvojil FA pokal, leta 1965 pa Pokal pokalnih zmagovalcev.
Za angleško reprezentanco je odigral 49 uradnih tekem in dosegel 24 golov. Nastopil je na svetovnih prvenstvih v letih 1966 in 1970 ter Evropskem prvenstvu 1968. Z reprezentanco je leta 1966 osvojil naslov svetovnega prvaka, sam pa je v finalni tekmi proti zahodnonemški reprezentanci dosegel hat-trick ob zmagi 4:2 po podaljšku. 
Leta 2004 je bil sprejet v Angleški nogometni hram slavnih.